# Catapoecilma tyana
Catapoecilma tyana är en fjärilsart som beskrevs av Hans Fruhstorfer 1915. Catapoecilma tyana ingår i släktet Catapoecilma och familjen juvelvingar. Inga underarter finns listade i Catalogue of Life.